# Старцев, Алексей Дмитриевич
Алексей Дмитриевич Старцев (1838—1900) — русский купец первой гильдии, промышленник, коммерции советник. Незаконнорождённый сын декабриста Николая Александровича Бестужева.

## Биография
После смерти отца воспитывался у своего крёстного отца — селенгинского купца Дмитрия Дмитриевича Старцева. Начинал работать приказчиком у приёмного отца, затем у купца Лушникова.
В 1861 году Алексей Дмитриевич с одним из торговых караванов ушёл в Китай. Занялся чайной торговлей, разбогател. К концу XIX века был миллионером, в китайском городе Тяньцзине построил 40 каменных домов и типографию. Алексей Дмитриевич построил в своём парке первую в Китае демонстрационную железную дорогу длиной две мили и телеграф.
Хорошо знал бурятский, монгольский, китайский и несколько европейских языков. Был членом французского муниципального совета Тяньцзиня. За успешную организацию и участие в китайско-французских переговорах был награждён орденом Почётного легиона 5-й степени. В те же годы он помогал русским дипломатам: был переводчиком во время переговоров между Ладыженским и Ли Хун-чжаном во время выработки Тяньцзиньскогог договора.
Собрал коллекцию предметов буддийского культа и библиотеку рукописей и книг по востоковедению, которые погибли в Тяньцзине во время «боксёрского» восстания 1900 года.
В конце XIX века переехал на российский Дальний Восток. В июне 1891 года получил разрешение приобрести у казны 1000 десятин земли острова Путятина в заливе Петра Великого (остальная часть острова — в долгосрочной аренде). Основал будущий посёлок Путятин. В 1892 году купил пароход «Чайка», который выполнял грузопассажирские рейсы на линии Владивосток — Путятин.
На острове построил кирпичный (в 1894 году) и фарфоровый (в 1895 году) заводы, развёл племенное стадо крупного рогатого скота, стадо пятнистых оленей, открыл конный завод. С 1897 года занялся шелководством, с 1899 года — пчеловодством. В центре Владивостока, на улице Светланской, построил 4-хэтажный дом.
Старцев был одним из инициаторов создания и членом правления Русско-Китайского банка.
В 1894 году Алексей Дмитриевич пожертвовал свой двухэтажный каменный дом в городе Кяхта для размещения в нём Кяхтинского краеведческого музея, существовавшего при Троицкосавско-Кяхтинском отделении Императорского Русского Географического Общества. После официального открытия отделения и музея Старцев был избран почётным членом Восточно-Сибирского отдела Императорского Русского Географического Общества, собирал исторические документы и материалы о Забайкалье. Финансировал деятельность Общества изучения Амурского края, в котором стал пожизненным членом, жертвовал на строительство зданий музеев во Владивостоке и Хабаровске.
Умер и похоронен на острове Путятина.
После смерти отца старший сын Николай уехал в Сербию. Дочери — Елизавета и Евдокия выехали в центральную Россию. Сыновья Николай, Дмитрий и Александр совместно создали торговый дом «Наследники А. Д. Старцева». После революции все предприятия Старцевых были национализированы, а братья Дмитрий и Александр лишены гражданских прав и высланы из Владивостока. В 1937 году были арестованы и расстреляны 13 и 14 октября.

## Память
Именем А. Д. Старцева названы мыс и гора на острове Путятина.
В 1989 году на месте захоронения был установлен памятник А. Д. Старцеву работы скульптора Э. В. Барсегова.